# مكحلة (سلاح)
المكحلة، أو لمكحلا (و تجمع على مكحلات و مكاحل)، هو نوع من بنادق البارود التقليدية المغاربية، بعيار صغير و ماسورة طويلة. استعملت في المجال العسكري بين القرن السادس عشر و بداية القرن العشرين. حاليًا، تستعمل في استعراضات الفروسية التقليدية المعروفة بالفنتازيا أو التبوريدة.

## تاريخ

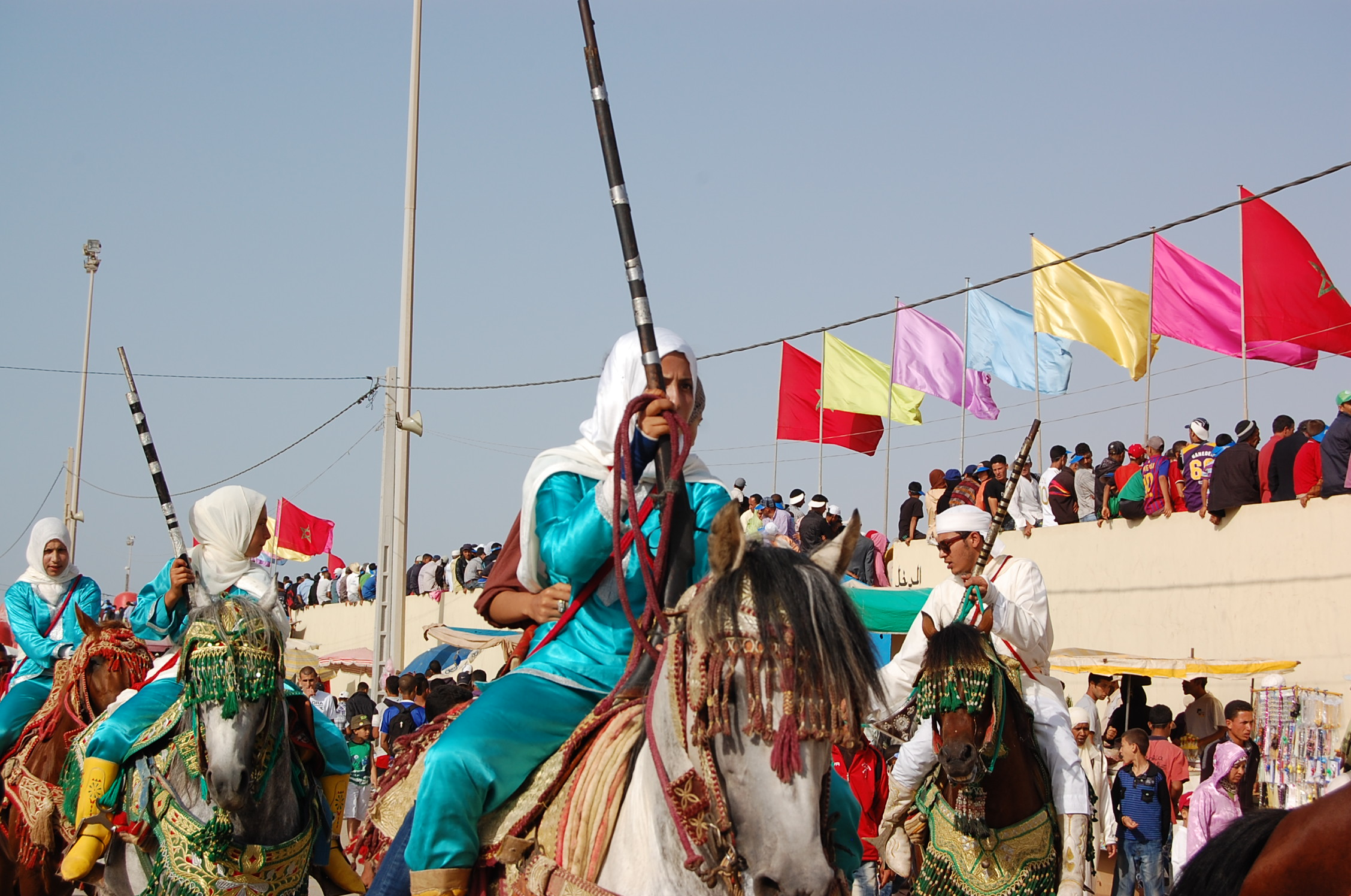
فارسات استعراض التبوريدة بالمكاحل

ترجع صناعة الأسلحة النارية في المغرب إلى القرن السابع عشر، و كانت أولى البنادق المغربية مستوحاة من البنادق الهولندية والإنجليزية. كانت المواد الأولية تأتي من إنجلترا وفرنسا وهولندا، و البارود من إيطاليا. و ساهمت جمهورية بورقراق أيضا في تموين المواد الأولية لهذه الصناعة، غبر غنائمها من الجهاد البحري.
بعد ذلك تم إنشاء مصاهر للنحاس في كل من فاس ومراكش وتارودانت، و كانت سلسلة الإنتاج منتظمة حول المهن التالية:
- الجعايبية: و هم صناع الماسورات، انطلاقا من صفائح الصلب المطاوع المستوردة من أوروبا. كان الجعايبية ينتجون ماسورات بين متر و 1.8 متر (للمكاحل)، و أخرى من صنف 80 ستم للمسدسات، مدعومة بخواتم حديدية لزيادة صلابتها.[4]
- الزنايدية: و هم صناع الأزندة، و كانت من صنفين؛ صنف بوشفر، الأكثر شيوعًا، ذي الزندة الصوانية؛ و صنف بوحبة ذو الزندة المرتبطة بفتيلة انفجارية. كان الزنايدية يتفننون أيضا في تزيين الأزندة عبر تطعيمها بالذهب و النحاس و الفضة، بالتقنية الدمشقية.[4]
- حرفيو التزيين: و كان أغلبهم من اليهود و كانوا مختصين في تزيين أسرة البنادق و مقابضها، عبر تقنيات التكفيت و التطعيم الدمشقي بالذهب و الفضة و القطع النقدية. و كانوا يستعملون مواد أولية من قبيل الأخشاب النبيلة (كخشب جوز كندافة) و العاج.[4]

## متغيرات المكحلة
الاختلافات الجهوية بين المكحلات هي على مستوى تصميم الأجزاء و المظهر الخارجي:
- مكحلات الجنوب و سوس و الأطلس الصغير: تتميز بخفة أخمصها و بتطعيمه بصفائح فضية أو نحاسية أو حديدية، كما تتميز بالتحام السرير الخشبي بالماسورة عبر حلقات معدنية.[5]
- مكحلات صنف لفضالي: و المميزة لمنطقة سوس وتارودانت، و يكون أخمصها مدعما بعظام الجمال و العاج، و تتميز أيضا بالتجويف الصغير الموجود خلف الزناد.[5]
- صنف تاوزيليت: المميزة لمنطقة راس الواد و حوض سوس العلوي، و المميزة بترصيعها بمسامير فضية.[5]
- صنف التيت: في مجال درعة و الأطلس الصغير، ذات الأخمص الدقيق.[5]
- الصنف الجبلي و الريفي: ذو الأخمص العريض المثلث الشكل، و المتميز بصلابته و ألوانه الداكنة.[5]

## معرض الصور

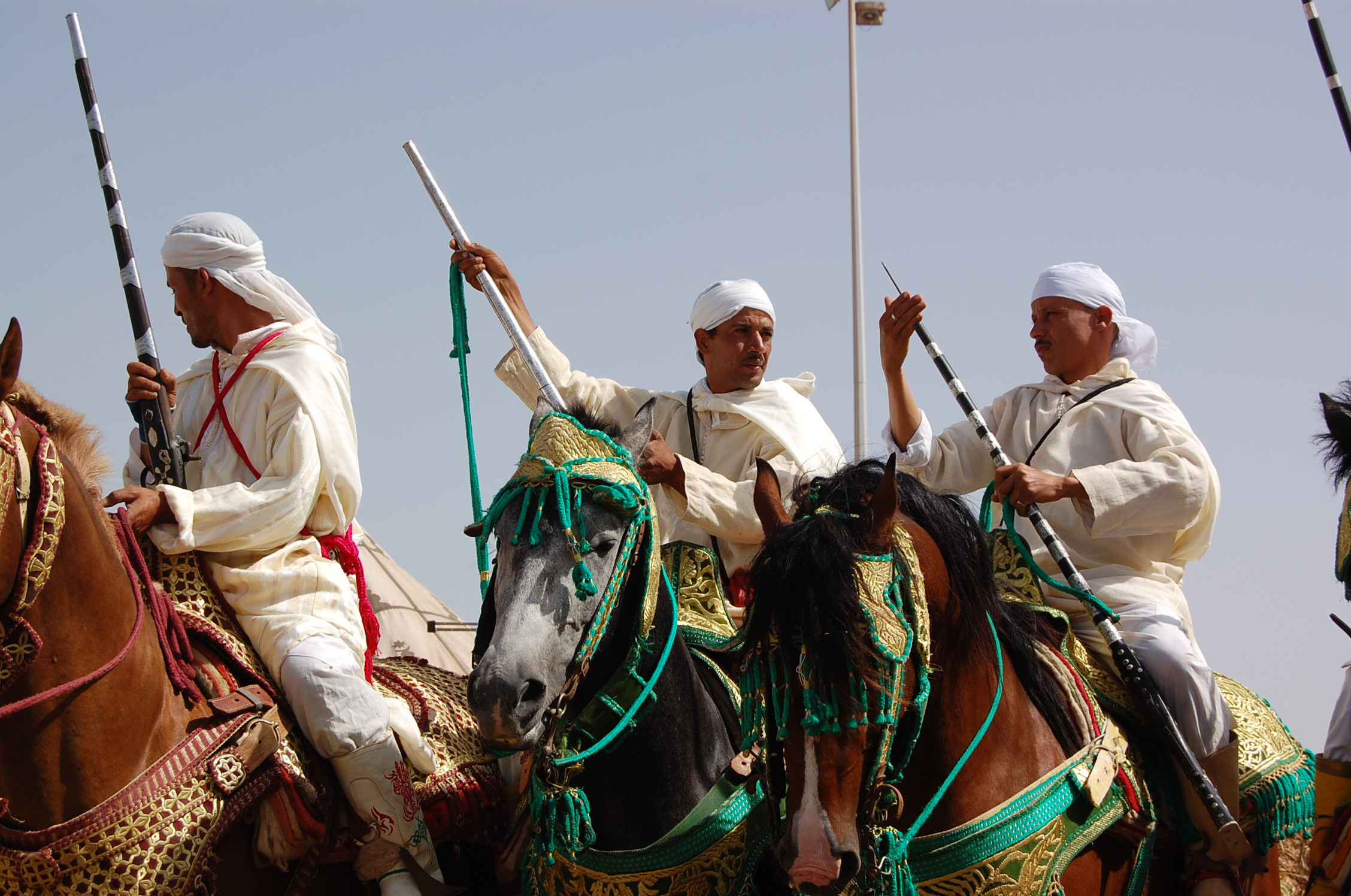
تبوريدة موسم مولاي عبد الله.
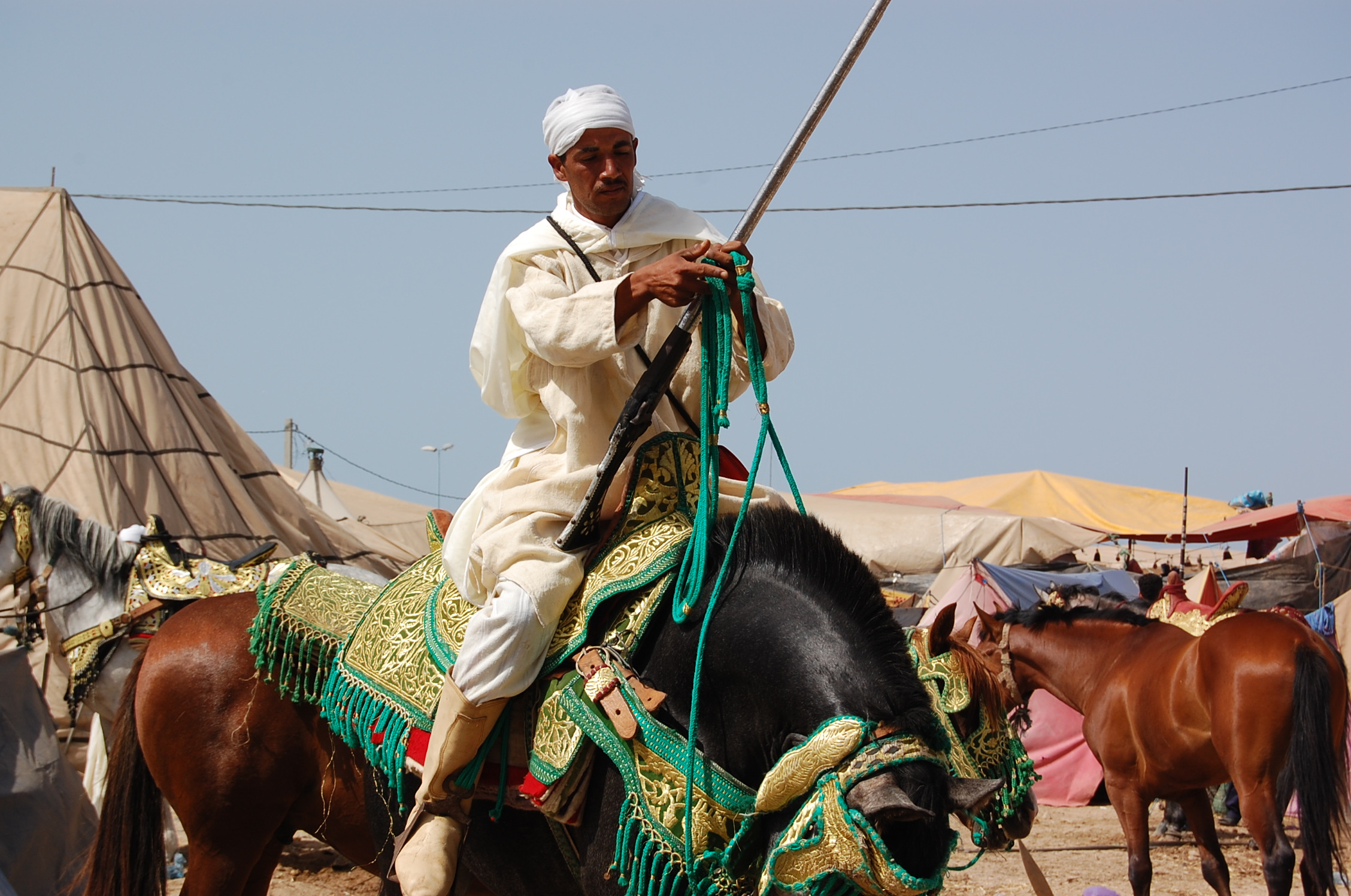
تبوريدة موسم مولاي عبد الله.

## وصلات خارجية
- أنواع المكحلة المغربية (باللغة الفرنسية).